# История на квакерите
Квакери е популярното название на религиозното и социално движение, датиращо средата на XVII век,  Религиозно общество на приятелите, основано в Ланкашър, Англия.
Името "квакери" произхожда от израза „треперят пред Бог“ (от английски: quake – „треперя, треса се“, тъй като за тях се твърди, че са така обзети от Светия дух, че чак треперят под негово въздействие). Отначало движението среща силна съпротива и е подложено на преследвания, но продължава разпространението си на Британските острови и по-късно – в Западна Европа (Великобритания, Холандия и Германия), както и в Северна и Южна Америка, и Африка (предимно - САЩ, където още преди създаването им, поставят основите на щата Пенсилвания - Уилям Пен през 1682 г., Боливия, Кения и Коста Рика).
Квакерите имат голям принос в историята на социалните реформи. Обявяват се и активно действат за забрана на робството, равни права за жените (с мъжете и помежду им) и за мир, както и за развитие на образованието и за хуманното отношение (човечност) към затворниците и към душевноболните; участват в Индустриалната революция - особено в Англия и Пенсилвания. 
През 19 век квакерите в САЩ страдат от разцепление, довело до формирането на няколко клона на Обществото на приятелите. 
През 2012 г. Световния консултативен комитет на приятелите (The Friends World Committee for Consultation (FWCC)) изчислява, че по света има 377 055 възрастни квакери.
За популяризиране на дейността си издават списанието "Страж на мира".

## Основаване и ранна история на движението

### В Англия
За основател на движението се смята проповедникът Джордж Фокс, приблизително през 1647 г. Сред по-видните му ученици са Джейм Нейлър, Ричард Хъбърторн и Маргарет Фел. Първоначално членове групата набира сред тези на друга, известна като Търсачите, също таки и из средите на баптистите. Основната идея, която застъпват е, че Бог може да говори на всеки човек чрез своя син (Исус Христос), без нуждата от свещеници, църковни данъци или измамни практики. Обществената почва в Северна Англия към 1651-1652 г. спомага за установяването им там, след това квакерите се придвижват на Юг, най-напред - към Лондон. В ранните си дни групите им остават разпръснати, но на Север започват полека да се консолидират. Първата им среща е в Дърам през 1653 г. и има за цел да осигури финансова подкрепа за мисионерите, които са отишли на юг или се намират в чужбина. 
При управлението на Оливър Кромуел (лорд-протектор на Англия между 1653 и 1659 г.) на квакерите се гледа като на потенциална заплаха за режима му и те са преследвани, но още преди това - 1650 г. - Джордж Фокс вече е хвърлен в затвора за убежденията си; както той, така и други квакери са затваряни неколкократно (в периода 1650 до 1670-те години), по обвинения за причиняване на смут, а в други случаи – за богохулство. Арестите на лидерите на движението по-скоро засилват влиянието му, давайки им нова трибуна за проповедите им, на каквито те се отдават и в затвора, сред съкилийниците си. Преследванията срещу квакерите (едновременно с това и на различни други "неблагонадеждни" групировки) получават допълнителна юридическа обосновка със „Закона за квакерите от 1662“, който прави незаконен отказа от полагане на клетва за вярност пред Короната (тоест, че заклеващият се ще бъде верен на по това време вече възстановената в страната монархия - по време на Английската революция управлението е републиканско). На отказалите да се закълнат в това не им се позволява да правят каквито и да било тайни събирания и тъй като квакерите вярват, че е грях да се полагат клетви (смятайки това за суеверие), тяхната религиозна свобода е накърнена от този закон (обстановката на техните събирания и изобщо създава впечатлението за потайност, което се прибавя към това, че и явното изказване на възгледите им може да се третира като подсъдно, още повече, че щом не са се заклели, причината може да е и че са настоящи или потенциални изменници на кралството, така опитващи се да избегнат бъдещо възмездие). Положението им е допълнително утежнено от „Закона за тайните събрания от 1664“, който утвърждава, че тайните събирания на хора, които не са се заклели във вярност на Короната, са престъпление. Въпреки че той самият е католик и води люта борба за надмощие с протестантите в Англия, при крал Джеймс II (1685-1688 г.) преследванията над квакерите на практика спират, с издаването на „Декларацията за индулгенция“ през 1687 и 1688, за чийто автор се счита, че е Уилям Пен, член на движението на квакерите и видна фигура в монархическите кръгове. През 1689 г. - вече след свалянето на Джеймс, със Славната революция, след която Англия трайно става протестантска страна - се приема „Закона за толерантността“, с който е установена свобода на съзнанието (на съвестта), а обезпокояването на молещи се хора - обявено за престъпление. В резултат квакерите получават много по-широко поле за своята деятелност, въпреки че са все така неразбрани и неприети от по-голямата част от населението, за което вижданията им са твърде крайни, а събиранията им - подозрителни.

### В Холандия
Квакерите пристигат в Холандия за първи път през 1655 г., когато Уилям Амес и племенника на Маргарет Фел, Уилям Катън, се установяват в Амстердам. Квакерите гледат на Нидерландия като на убежище от преследванията в Англия. Те също така считат, че са близки по виждания до холандските колегианти, както и с менонитите, които също са потърсили убежище там. Въпреки това английските квакери се натъкват на преследвания не по-различни от тези, от които бягат, но с времето успяват да намерят последователи сред холандците и, използвайки Амстердам за база, започват проповеднически обиколки в Нидерландия и съседните държави. През 1661 г. Амес и Катън посещават района на река Рейн.
Уилям Пен, квакерът-основател на Пенсилвания, чиято майка е холандка, посещава Нидерландия през 1671 г. и вижда с очите си преследването на квакерите в Емден. Той се завръща в Холандия, през 1677 г. с Джордж Фокс и Робърт Бъркли и в замъка Валта неуспешно се опитва да привлече към вярата си лабадистите, които имат подобни вярвания. Те също така пътуват по Рейн до Франкфурт, придружени от квакера от Амстердам Ян Клаус, който е техен преводач. Брат му, Якоб Клаус, превежда квакерски книги на холандски и също така прави карта на Филаделфия, столицата на Светия експеримент на Пен (колонията Пенсилвания в Северна Америка; под "експеримент" се разбира общество, с предполагаемо утопичен характер, чиито създатели желаят да докажат, че такова общество е възможно и ефективно - примерно така са наричани Съединените щати и Съветският съюз).
Привлекателността на живот без преследвания в Новия свят довежда до постепенна миграция на холандските квакери. На английските квакери в Ротердам е позволено да превозват хора и товари до английските колонии без ограничения и през 18 век много холандски квакери емигрират в Пенсилвания. Към 1710 г. в Амстердам има около 500 семейства квакери, но през 1797 г. има само седем квакера в целия град. Изабела Мария Гауда (1745 – 1832), внучка на Ян Клаус, се грижи за къщата за събрания на Keizersgracht, но когато спира да плаща наем, по време на годишната среща в Лондон, ѝ е отнет достъпа до тази сграда. Квакерското присъствие изчезва от живота на холандците към началото на 19 век и се възобновява едва към 1920-те години, като нидерландските ежегодни срещи започват през 1931.

## Установяване на квакерите в Америка

### Създаване и развитие на Пенсилванска общност
Уилям Пен (1664-1717), приближен на крал Чарлз II, получава правото на собственост над Пенсилвания (Гористата страна на Пен), през 1681 г., и след като се спогодява с местните индианци организира там политическа формация, известна като Провинция Пенсилвания и „Свети експеримент“, планирана като владение, в което може да се постигне единение на земни и духовни дела. Пенсилвания дава гаранции за религиозна свобода и ги удържа, привличайки много квакери и други отхвърляни другаде заселници. Квакерите имат политически контрол над територията, но са силно разделени по отношение на финансирането на военните операции и отбрана й и в крайна сметка се отказват от властта. След това те се отдават преди всичко на благотворителна дейност и на изграждане на различни обществени заведения - училища, болници и домове за душевноболни - според собствените си разбирания. Сред тях има някои богати търговци, които развиват значителна дейност в района на столицата Филаделфия.
Подобна е настройката към обществените дела и на квакерите в Англия. Например търговецът на чай Уилям Туке отваря дом за душевноболни в Йорк през 1796 г. Това е място, където душевноболните са лекувани с достойнство, което според квакерите е право на всички човешки същества. Повечето домове за душевноболни по това време държат хората в ужасяващи условия и не правят нищо, за да им помогнат, а насилието над въдворените е норма.
Квакерите нямат ръкоположени свещеници (тъй като според тях те не са нужни за пълноценно общуване с Бога) и поради не създават семинарии за теологическо обучение, в колониалния период, които да прераснат в колежи, и не се присъединяват към основаването на Университета на Пенсилвания. Основните квакерски колежи са основани чак през 19.век - Хавърфорд (1833), Иъръм (1847), Суартмор (1864) и Брин Мауър (1885).

### Либертарианство
Либертарианецът Мъри Ротбард отнася периода на зараждане на либертарианското движение в САЩ към периода на заселване и първите години на колонията Пенсилвания, Действително, в идеите и действията на квакерите се откриват почти всички фундаментални принципи на либертарианството 

### Преследвания в Новия свят
На много места в границите на Тринадесетте колонии, като контролирания от пуританите Масачузетс, квакерите са подлагани на различни гонения. През 1656 г. Мери Фишър и Ан Остин започват да проповядват в Бостън, но си навличат сериозни неприятности, с упорството си да се придържат към обичайното за квакерите богослужение - обявени за еретички, те са затворени при ужасни условия, а след това - прокудени от колонията в залива Масачузетс. Книгите им са изгорени, а собствеността им – конфискувана. И други квакери в Нова Англия са затворени или прогонени. Няколко са бити с камшик или жигосани (поставени са по телата или лицата им специални знаци, с помощта на нажежено желязо). Прилагани са по отношение на тях и други репресивни мерки, целящи те да бъдат различавани от другите хора - например, на Кристофър Холдър му е отразяно едното ухо. На дошлите в Масачузетс квакери са издавани заповеди за заточение, с които да бъдат изгонени, а няколко игнориралите или по друг начин неподчинили им се са екзекутирани по заповед от пуританските лидери. По този повод например е екзекутирана Мари Дайър през 1660 г. Трима други мъченици на квакерската вяра в Масачузетс са Уилям Робинсън, Мармадюк Стефънсън и Уилям Ледра. Тези събития са описани от Едуард Бъроу в „Декларация за тъжното голямо преследване на хората на Бог, наречени квакери, в Нова Англия, заради почитането на Бог“. Около 1667 г. английските квакерски проповедници Алис и Томас Къруин, работещи в Роуд Айлънд и Ню Джърси, са затворени в Бостън по законите на Масачузетс и публично бити с камшик.
Квакерите са преследвани и подлагани на наказания и затвор не само в английските, но и в холанските владения, в които се опитват да се заселват. През 1657 г. група квакери от Англия пристигат в Ню Амстердам (сега - Ню Йорк). Един от тях, Робърт Ходжъс, проповядва пред голяма група хора. Той е арестуван, затворен и бит с камшик. Губернатор Питер Стуйвесант издава строг указ, според който всеки, хванат да укрива квакери, е заплашен с наказание от глоба и затвор. Няколко симпатизанти на Ходжъс, от холандски произход, успяват да издействат освобождаването му. Междувременно, почти веднага след издаването на указа, Едуард Харт, градски чиновник във Флъшинг (сега - в щат Ню Йорк), където квакерите получават добър прием, събира съгражданите си на 27 декември 1657 г. и написва петиция до Стуйвесант, наречена „Протест от Флъшинг“ и цитираща градската харта от 1645 г., която обещава свобода на съзнанието. Харт и негов колега-чиновник представят документа на губернатора, но той ги арестува, затваря и другите двама магистрати, подписали петицията, а останалите подписали петицията принуждава да оттеглят подписите си. Но квакерите продължават да се срещат във Флъшинг. Стуйвесант арестува фермера Джон Боуни през 1662 г. за провеждането на нелегални събирания в дома му и го изгонва от колонията. Боуни веднага заминава за Амстердам (Холандия) да търси помощ за квакерите. Въпреки че Нидерландската Западноиндийска компания нарича квакерството „отвратителна религия“, тя отменя решенията на Стуйвесант през 1663 г. и отрежда „всеки да има право на собствените си убеждения“.
През 1657 г. някои квакери успяват да намерят убежище, от преследванията по други места, в плантацията, по-късно прераснала в град Провидънс, Роуд Айлънд, основана от Роджър Уилямс.

## Развитие на квакерството през 18-ти и 19-ти век
През 1691 г. Джордж Фокс умира, така че квакерското движение навлиза в 18 век без един от най-влиятелните си лидери.
Пацифизмът на квакерите е подложен на изпитание по време на Американската война за независимост (1775-1783 г.) и въпреки него голям брой участват в конфликта.
В Северна Америка квакерите, както и други религиозни групи, участват в преместването на границата на Запад. Първоначално това включва преместване южно от Пенсилвания и Ню Джърси по Големия път на фургоните. Исторически къщи за срещи като Хоупуел във Фредерик Каунти, щат Вирджиния, през 1759 и Линчбърг, щат Вирджиния през 1798 са свидетелства за разширяващите се граници на американските квакери. От Мериленд и Вирджиния квакерите се местят към Северна и Южна Каролина и Джорджия. По-късно те се преместват и към Северозападната територия и дори по-далеч.

### Борба с робовладелството
По времето, когато квакерите се замогват, а особено - с преселването им в нови територии - обществената им ангажираност насраства. Един от въпросите, които най-много ги вълнуват, е този за робството (който дълго време засяга пряко не само негрите в САЩ и предхождащите го в сегашните им територии обществени структури, но е актуален и повсеместно и засяга, както защото биват поробвани, така и защото се изявяват като поробители и робовладелци и множество други групи хора от всички раси - например в Америка голяма част от робите, дори и след като преимуществено чернокожите заемат този сегмент, са бели хора, включително и чрез развиваното в Средиземноморието, на Карибите и в Индийския океан пиратство, масово са заробвани индианци в Латинска Америка и китайци в Манджурската империя, турските хареми се попълват предимно с християнски момичета, а в Руската империя в положението на роби са поставени крепостните селяни). 
Месечната среща в Джърмънтаун, Пенсилвания, декларира своята позиция срещу робството в документ от 1733 г., но забраната на робството не е приета повсеместно сред квакерите, докато загрижени членове като Джон Луулман не започват да разпространяват идеята. Той е фермер, магазинер и шивач от Ню Джърси, който достига до убеждението, че робството е несправедливо. Преди това някои квакери притежават роби, макар и като цяло да са против лошото отношение към тях  и да окуражават проповядването на християнството сред робите. Луулман оспорва цялата практика на купуването, продаването и притежанието на човешки същества като неправилна по принцип. Други квакери се съгласяват с него и стават активни в движението за забрана на робството. Годишната среща във Филаделфия през 1776 г. забранява притежанието на роби от членове на движението.
Повечето квакери не са против притежанието на роби, когато стъпват за първи път в Америка, нито дълго време по-късно, смятайки че „робството е напълно допустимо, стига собствениците на роби да се грижат за духовните и материални нужди на поробените“. 70% от лидерите на годишната среща във Филаделфия притежават роби в периода от 1681 до 1705 година. От 1668 г. нататък обаче някои квакери започват да говорят против робството и така през 1756 г. само 10% от лидерите на същата среща притежават роби.
Първите двама известни квакери, които отричат робството, са Антони Бенезет и Джон Луулман. Те питат: „Какво по-лошо може да ни причини този свят от това хора да ни откраднат и да ни продадат в робство в далечни страни?“. В същата година група квакери, заедно с някои германски менонити, се срещат в дома за събрания в Джърмънтаун, Пенсилвания, за да обсъдят защо се дистанцират от робството. Четирима от тях подписват документ, написан от Франсис Даниел Пасториус, който гласи: „Ние сме против докарването на роби и против поробването и продажбата на хора против волята им“. През 1811 г. Елиъс Хикс публикува памфлет, показващ, че робите са „стока-награда“, т.е. резултат от пиратство, поради което печеленето от тях нарушава квакерските принципи.
От 1755 – 1776 г. квакерите работят за освобождаване на робите и стават първата западна организация, която забранява притежанието на роби. Те също създават общества, с които да се популяризира еманципацията на робите. Заради усилията на квакерите, Бенджамин Франклин и Томас Джеферсън успяват да убедят Континенталния конгрес да забрани вноса на роби в Америка (в тази част от нея, която е под негова юрисдикция) от 1 декември 1775 г. (но не и самото притежаване на роби - те самите са крупни земевладелци и робовладелци - нито търговията с тях, която и малко може да се препятства от него; или пък да бъдат освободени робите изобщо). Пенсилвания е щатът с най-силна позиция против робството по това време. През ноември 1775 г. кралският губернатор на Вирджиния обявява, че робите, изявили готовност да се бият за Великобритания ще бъдат освободени (Прокламацията на Дънмор). Това окуражава Джордж Вашингтон да позволи на робите да се включат в Континенталната армия, така че да не избягат и се влеят в редиците на лоялистите. Около пет хиляди американци от африкански произход служат в Континенталната армия и така печелят свободата си. Между 1780 и 1804 г. в Нова Англия, Средноатлантическите Щати и Северозападната територия са значително ограничени, въпреки че търговията с роби, както и самото робовладелство в САЩ процъфтяват.
С времето по отношение на роболаделството и робството в САЩ се очертават социално, икономически и териториално два лагера - така наречените Южни щати, главен ползвател на работната сила на робите, в областта на земеделието, и с най-много поддръжници на статуквото, но с относително малък дял в търговията с роби (продават се повече по изключение и предимно след внасянето им) и известните като Северни щати - поле на изява на политиците настояващи за "отмяна на робството" и за развиване на успешен бизнес от роботърговците, но и с действащи забрани и ограничения за използването на робски труд и притежаването на роби изобщо. С увеличаването на общата територия на САЩ и двата лагера се разрастват, като за всеки нов щат редовно се спори дали той да бъде "робски" или "свободен" - съперничеството е преди всичко между кръговете застъпващи се за развитието на промишлеността, строителния бизнес и едрото земевладение (каквото по необходимост е това в Дивия Запад) и тези държащи на традиционното американско стопанство (плантации, малки ферми и манифактури). Едно от местата, където са концентрирани най-много роби (основно използвани като домашна прислуга) е районът на столицата Вашингтон, но същевременно и между представителите на народа там се поддържа известен баланс, между двете групи, в резултат на което се сключва споразумение, известно като Компромис от Мисури. Когато по-късно се оказва, че противоречията и така няма да се разрешат избухва Гражданската война в САЩ, в резултат на която робството действително е окончателно забранено на цялата територия на Съединените американски щати. Но още преди това то престава да бъде законно както в Британската империя и съответно - в Канада, така и в Мексико и опитите на робите да избягат от господарите си и от преследване се насочват предимно натам. За да ги подпомогнат много квакери се включват в организирането неформална мрежа от безопасни къщи и пътища за бягство, наречена „Подземната железница“ , въпреки че в много щати е незаконно да се помага на роб да избяга и да спечели свободата си (през 1850 г. е приет Закон за избягалите роби). Много видни квакери, които настояват в убеждението си, че робството е грешно, биват арестувани като помагачи на роби. Ричард Дилингам, учител от Охайо, е арестуван, защото е помогнал на трима роби да избягат през 1848 г. Томас Гарет има „спирка“ от Подземната железница в къщата си в Делауеър и през 1848 г. е намерен за виновен за подпомагане на бягството на семейство роби. За Гарет се твърди, че е участвал в укриването на Хариет Тъбман, робиня, която след бягството си успява да помогне и на много други да се освободят. Учителят Леви Кофин и жена му Катерина са квакери, живеещи в Индиана, които помагат на Подземната железница като крият роби в дома си цели 21 години. Те твърдят, че са помогнали на 3000 роби да спечелят свободата си.
Реформирането на затворите е друг казус за квакерите по това време, особено дейни са в Англия, където Елизабет Фрай и брат ѝ Джоузеф Джон Гърни провеждат кампания за по-човечно отношение към затворниците и за отмяна на смъртното наказание. Те имат водещя роля в основаването на Асоциацията за подобряване положението на жените-затворнички в затвора Нюгейт, Лондон, която успява да подобри положението на жените и децата в затвора (това е преди всичко затвор за длъжници и в него редом със самите длъжници-мъже биват затваряни и техните семейства). Тяхната работа повдига въпроси за затворническата система като цяло и спомага Парламентът да приеме закони за подобряване положението на затворниците и за намаляване на престъпленията, наказвани със смъртно наказание.

### Приноси в науката и икономиката
Ценни сведения относно икономическите постижения на квакерите могат да се почерпят от „Библиографически речник на британските квакери в търговията и индустрията, 1775-1920 г.“ от Едуард Милиган (Milligan, Edward The Biographical dictionary of British Quakers in commerce and industry, 1775 – 1920). Сред тях е построяването през 1825 г. на първата железница с парен локомотив в света, която превозва въглища от мините до пристанищата, между Стоктън и Дарлингтън в Северна Англия, от индустриалеца Едуард Пийс. 
Известни са ред шоколадени фабрики, основани и управлявани от квакери, като тази в Бристъл, Англия (на Джоузеф Сторс Фрай). Друг подобен бизнес е фабриката на Хенри и Джоузеф Роунтрий в Йорк, Англия, чиито работниците се ползват със значителни социални придобивки. Благотворителната дейност на Роунтрий включва и финансиране на евтини жилища за бедните. Джон Кадбъри отваря друга шоколадова фабрика, която след това поемат синовете му Джордж и Ричард.
В ранните дни на Обществото на приятелите, на квакерите не се позволява да получат по-задълбочено образование. В крайна сметка някои получават възможност да посещават университети и други висши учебни заведения. 
Сред квакерите има някои видни учени, измежду които е Томас Йънг - англичанин, който прави експерименти с оптика и допринася много за теорията на светлинните вълни, разкрива как работят лещите в окото, описва астигматизма и формулира хипотеза за възприемането на цветовете. Йънг също така участва в превода на Розетския камък. Той превежда демотическия текст и започва процеса на разбиране на йероглифите. Мария Мичъл, освен активистка в движението срещу робството и боркиня за правото на глас на жените, е и астроном и откривателка на комета. Джоузеф Листър е хирург, пионер в прилагането на стерилни техники в медицината на база на откритияна на Луи Пастьор за микробите, постигнал по-безопасни за пациентите хирургически практики. Томас Ходжкин е патолог с големи постижения в анатомията, пръв описал тип лимфома, известна като "болест на Ходжкин". Също и историк, той участва активно в движението за забрана на робството и закрила на индианците. Джон Далтон, английски физик и химик - атомист, на когато е кръстен далтонизмът, също е квакер.

## Квакерите през 20 век
Първата световна война води до усилия за обединяване на квакерите. През 1917 г. е създаден Американския комитет на приятелите от квакери, водени от Руфус Джоунс и Хенри Кадбъри. Подобна организация вече е създадена в Лондон, която има за цел подпомагането на квакерите да се справят с проблемите на военната служба.

### Операции за ограничаване на жертвите на Втората Световна война
През 1938 – 1939 г., малко преди началото на Втората световна война, 10 000 еврейски деца получават временни визи за Великобритания, осигурени им чрез натиск от страна на американските квакери над правителството й, в операция, известна като „Киндертранспорт“ (Превозване на децата). Това позволява те да избегнат Холокоста. Квакерите служат като гледачи на децата във влаковете и се грижат за тях, след като те пристигането им. В други случаи, често в партньорство с Американо-еврейския комитет и други организации, подпомагат много еврейски семейства-бегълци или деца, чиито родители са останали в Нацистка Германия, при тяхното пътуване до Америка.

### Коста Рика
През 1951 г. група квакери, противници на военната служба, емигрират от САЩ в Коста Рика и се установяват в мястото, което по-късно става община Монтеверде на земя, изкупена и  отчасти застроена от тях (построяват шоколадена фабрика и училище), където е основан и резерват с това име, защитаващ вододелната зона.